# انگشتر هوشمند
انگشتر هوشمند یک دستگاه الکترونیکی با اجزای قابل حمل پیشرفته است که ویژگی‌های دستگاه‌های تلفن همراه را با ویژگی‌های نوآورانه مفید برای استفاده تلفن همراه ترکیب می‌کند. انگشتر هوشمند یکی از انواع لوازم خانگی هوشمند است که در خانه کاربرد زیادی دارد. انگشترهای هوشمند، که معمولاً به اندازه انگشترهای سنتی یا بزرگ‌تر هستند، ویژگی‌های یک دستگاه تلفن همراه مانند توانایی پرداخت و کاهش کنترل دسترسی را با کاربردهای نوآورانه محبوب مانند کنترل حرکات و ردیابی فعالیت ترکیب می‌کنند. انگشترهای هوشمند می‌توانند مستقیماً با تلفن‌های هوشمند یا دستگاه‌های سازگار (مانند رایانه شخصی) از طریق برنامه‌ها و وبگاه‌های مختلف ارتباط برقرار کنند. برخی از انگشترهای هوشمند می‌توانند بدون نیاز به تلفن همراه، در مواردی مانند تعامل با سیستم‌های پشتیبان ابری یا انجام عملکردهای مستقل، مانند ردیابی، فعالیت کار کنند. آنها معمولاًصفحه نمایش ندارند و بر اساس ارتباط متنی کار می‌کنند، مانند پرداخت در نزدیکی پایانه پرداخت، باز کردن قفل الکترونیکی در نزدیکی قفل، یا کنترل لوازم خانگی هنگام انجام حرکات در خانه. برخی از انگشترهای هوشمند دارای دکمه‌های فیزیکی یا خازنی هستند تا از آنها به عنوان مکانیزم فعال‌سازی برای فعالیتهایی از قبیل شروع یک حرکت یا برقراری تماس تلفنی استفاده کنند.
در سال ۲۰۱۳، شرکت انگلیسی McLear، که توسط جان مک لیر، کریس لیچ و جو پرنسیپ تأسیس شد، اولین انگشتر هوشمند را برای فروش عرضه کرد.

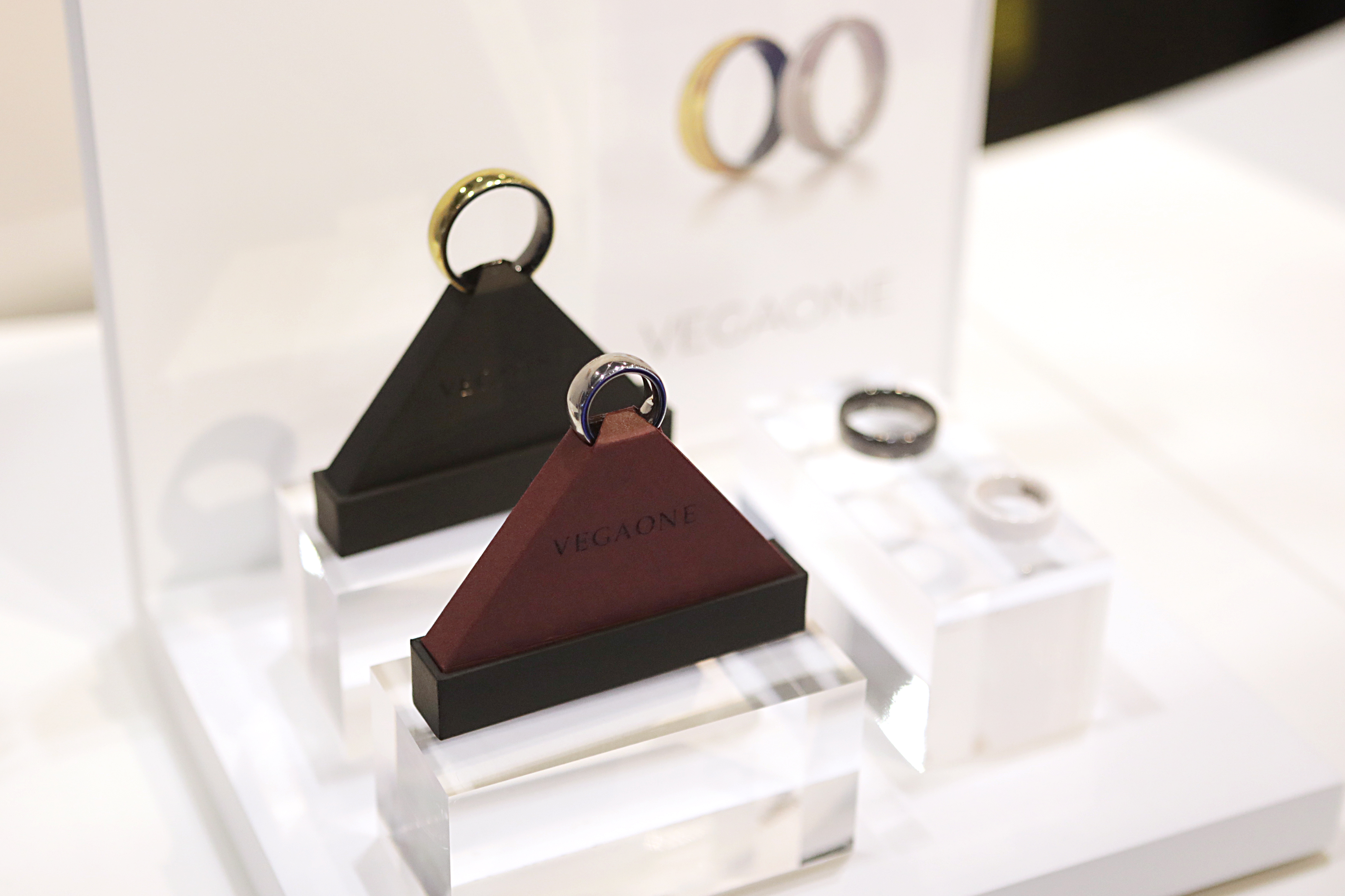
نخستین انگشتر هوشمند جهان که برای پرداخت‌های بدون ماس استفاده می‌شد و توسط شرکت Mclear عرضه شده بود.

## کاربرد
یکی از کاربردهای اصلی انگشتر هوشمند این است که به عنوان یک وسیله ارتباطی عمل می‌کند و به‌طور مؤثر نیاز به حمل کارت اعتباری، کلید در، کلید ماشین و احتمالاً حتی کارت شناسایی یا گواهینامه رانندگی را از بین می‌برد. کاربردهای دیگر می‌توانند شامل اتصال به تلفن هوشمند به منظور آگاه شدن کاربر از تماس‌های دریافتی، متن، ایمیل و موارد دیگر. استفاده به عنوان کنترل‌کننده مبتنی بر حالت، به کاربر این امکان را می‌دهد تا اقدامات مختلفی را با یک حرکت ساده دست انجام دهد و مسافت پیموده‌شده در یک بازه زمانی مشخص، خواب، ضربان قلب و موارد مشابه را اندازه‌گیری کرده و میزان کالری مصرفی کاربر را پیگیری کند.